# Surdești
Surdești falu Romániában, Erdélyben, Fehér megyében. Közigazgatásilag Aranyosszohodol községhez tartozik.

## Fekvése
Luminești mellett fekvő település

## Története
Surdeşti korábban Luminești része volt, 1956-ban vált külön településsé 196 lakossal. 1966-ban 90, 1977-ben 72, 1992-ben 52, a 2002-es népszámláláskor 44 román lakosa volt.